# Neischnocolus panamanus
Espèce
Synonymes
- Lasiodora panamana (Petrunkevitch, 1925)
- Eurypelma parvior Chamberlin & Ivie, 1936
- Ami bladesi Pérez-Miles, Gabriel & Gallon, 2008

Neischnocolus panamanus est une espèce d'araignées mygalomorphes de la famille des Theraphosidae.

## Distribution
Cette espèce se rencontre au Panama et au Costa Rica.

## Description
La femelle holotype mesure 25,0 mm.
La femelle décrite par Pérez-Miles, Gabriel et Sherwood en 2019 mesure 20,5 mm.

## Étymologie
Son nom d'espèce lui a été donné en référence au lieu de sa découverte, le Panama.

## Publication originale
- Petrunkevitch, 1925 : Arachnida from Panama. Transactions of the Connecticut Academy of Arts and Sciences, vol. 27, no 2, p. 51-248.